# Auguste Angellier
Pour les articles homonymes, voir Angellier.
 (septembre 2019).
Auguste Angellier, né le 1er juillet 1848 à Dunkerque et mort le 28 février 1911 à Boulogne-sur-Mer, est un poète et universitaire français, qui fut le premier professeur de langue et littérature anglaises de la faculté des lettres de Lille et devient son doyen de 1897 à 1900.
Critique et historien de la littérature, il fit sensation à la Sorbonne en attaquant les théories d'Hippolyte Taine dans sa thèse sur Robert Burns en 1893.

## Biographie
Né le 1er juillet 1848 à Dunkerque (Nord), d'un père maître-plafonnier et d'une mère secrétaire, Auguste Angellier fut scolarisé à Boulogne-sur-Mer où sa mère l'emmène après s'être séparée de son mari en 1853. Son attachement à cette ville ne se démentit jamais.
Jeune homme, il prépare le concours de l'École normale supérieure au lycée Louis-le-Grand de Paris en 1866. Entre l'écrit et l'oral du concours, il est expulsé du lycée par le censeur qui le considère, à tort selon certains, comme le chef d'un mouvement de révolte concernant la mauvaise qualité de la nourriture à la cantine. Cet épisode catastrophique de sa vie scolaire le pousse à partir, par manque de moyens financiers, pour l'Angleterre où on lui offre un emploi d'enseignant dans un petit pensionnat.
Engagé volontaire au cours de la guerre de 1870, il se retrouve à Lyon puis à Bordeaux. Une infection respiratoire grave le fait rentrer à Paris, pendant la Commune, et, la guerre terminée, il est nommé répétiteur en 1871 au Lycée Louis-Descartes (il avait été enfin autorisé à rentrer dans le giron de l’Instruction publique). Il décroche sa licence peu après.
Reçu au certificat d’aptitude à l’enseignement de l’anglais, deux ans plus tard, il professe en tant que « maître-répétiteur » pendant trois ans, période exigée à l’époque avant de pouvoir s’inscrire à l’agrégation. Il obtient ce concours à 28 ans, et enseigne aussitôt au lycée Charlemagne, jusqu’à son départ en Angleterre en 1878.
Angellier cultive de nombreuses amitiés littéraires, et développe sa sensibilité de poète (sa notoriété lui viendra davantage de son travail universitaire que de son œuvre poétique). Jusqu’à cette période, il hésite entre le journalisme et l’enseignement, mais le congé qui vient de lui être accordé lui permet de s’intéresser au projet de réforme des études de langues vivantes en France (à travers l’étude du fonctionnement des universités anglaises). C’est avec plaisir qu’il s’éloigne un moment de la lourdeur administrative qui lui pèse tant dans sa fonction d’enseignant.
En 1881, un poste de maître de conférences, à Douai, lui ouvre une brillante carrière de professeur d’anglais (la faculté des Lettres de Douai va être transférée à Lille en 1887). Douze années plus tard, il soutient ses deux thèses, chacune consacrée à un poète : la « majeure » à l’Écossais Robert Burns, et la thèse complémentaire à John Keats, thèse rédigée en latin ! Le titre de cette dernière : De Johannis Keatsii, vita et Carminibus ; son auteur : Augustus Angellier, literarum doctor in Universitate Insulensi Professor. Même les citations des poèmes de Keats sont en latin (et l’université dont il est question n’est autre que celle de Lille : Universitate Insulensi).
Dès lors, Angellier porte le titre de Professeur. De plus, il assure la fonction de président du jury d’agrégation d’anglais de 1890 à 1904 ; et dès février 1897, il assume la tâche de doyen, et les lourdes responsabilités administratives qui s’y attachent. En 1902, il est détaché sur un poste de maître de conférences à l’École normale supérieure, puis il revient à Lille en 1904.
Auguste Angellier meurt à l'âge de 62 ans, le 28 février 1911, à Boulogne-sur-Mer. Il est enterré au cimetière de l'Est (Boulogne-sur-Mer).

## Distinctions
- Chevalier de la Légion d'honneur (1906)

## Œuvres
En 1894, l’Académie française l'honore du prix Marcelin-Guérin pour son ouvrage Robert Burns, la vie, les œuvres.
En 1896, Angellier le poète a publié À l’amie perdue (178 sonnets inspirés par le chagrin de son histoire d'amour cachée avec Thérèse Fontaine), et en 1903, Le Chemin des saisons. D’autres œuvres suivent : Dans la lumière antique, deux livres de Dialogues et deux d’Épisodes.

## Curiosité
Le compositeur polonais Henryk Opieński (1870-1942) qui dirigeait à Morges (Suisse) l'ensemble « Motet et Madrigal » a écrit une œuvre pour chœur à quatre voix d'hommes sur le texte poétique La Fuite de l'Hiver qui fait partie du recueil Le Chemin des saisons d'Auguste Angellier.

## Hommages
- À Lille, dans un petit square à proximité de l’ancienne faculté des lettres et du temple protestant, se trouve une statue en bronze représentant Angellier assis, dans une pose plutôt romantique, la tête coiffée d’un chapeau aux larges bords et les épaules couvertes d’une houppelande, un bâton de marche entre les jambes. Ce monument a été conçu par l’architecte Louis Marie Cordonnier, et sculpté par Eugène Déplechin. D’autre part, la rue Auguste-Angellier rappelle aux Lillois l’importance qu’eut ce grand universitaire, tout à la fois angliciste, poète et humaniste. Le département d’anglais de l'université Lille-III porte le nom de l’ancien doyen : c’est le département Angellier de l'UFR LLCE (langues, littératures et civilisations étrangères) , dont la bibliothèque est la bibliothèque Angellier. Un panneau de bois ancien au-dessus de l’entrée de la dite bibliothèque, porte l’inscription commémorative suivante : "Bibliotheca Angellaria / a.d. MCMXI condita / MCMLIII renovata / lVD IACOB DECANO". Un siècle s’est écoulé depuis sa mort, mais à Lille, une statue, le nom d’une rue, ainsi que celui d’une bibliothèque et d’un département d'UFR d’université, rappellent l’existence d’Auguste Angellier. L'association rattachée à ce département a été nommée le club Angellier dans les années 1940, et est encore active au sein des anglicistes soixante-dix ans plus tard.
- Un buste d'Auguste Angellier a également été installé dans la ville de Boulogne-sur-Mer, au centre d'une fontaine.
- Un lycée public de Dunkerque porte le nom d'Auguste Angellier, de même qu'un collège public de Boulogne-sur-Mer.
- Un ouvrage de Jean-Louis Vallas : Auguste Angellier par ses amis, éd. Messein, 1938
- Longue biographie d'Auguste Angellier in Jean-Pierre Mouchon, Dictionnaire bio-bibliographique des anglicistes et assimilés (Terra Beata, 45, bd. Notre-Dame, 13006 - Marseille. CD-Rom, 2010).
- Un ouvrage de Michèle Mouret-Rougier (Angellier, l'amie perdue) à partir des lettres codées échangées avec Thérèse Fontaine (conservées à la bibliothèque de Boulogne-sur-mer)[4].